# Ford P100
Ford P100 – samochód dostawczo-osobowy typu pickup klasy średniej produkowany pod amerykańską marką Ford w latach 1971 – 1993.

## Pierwsza generacja

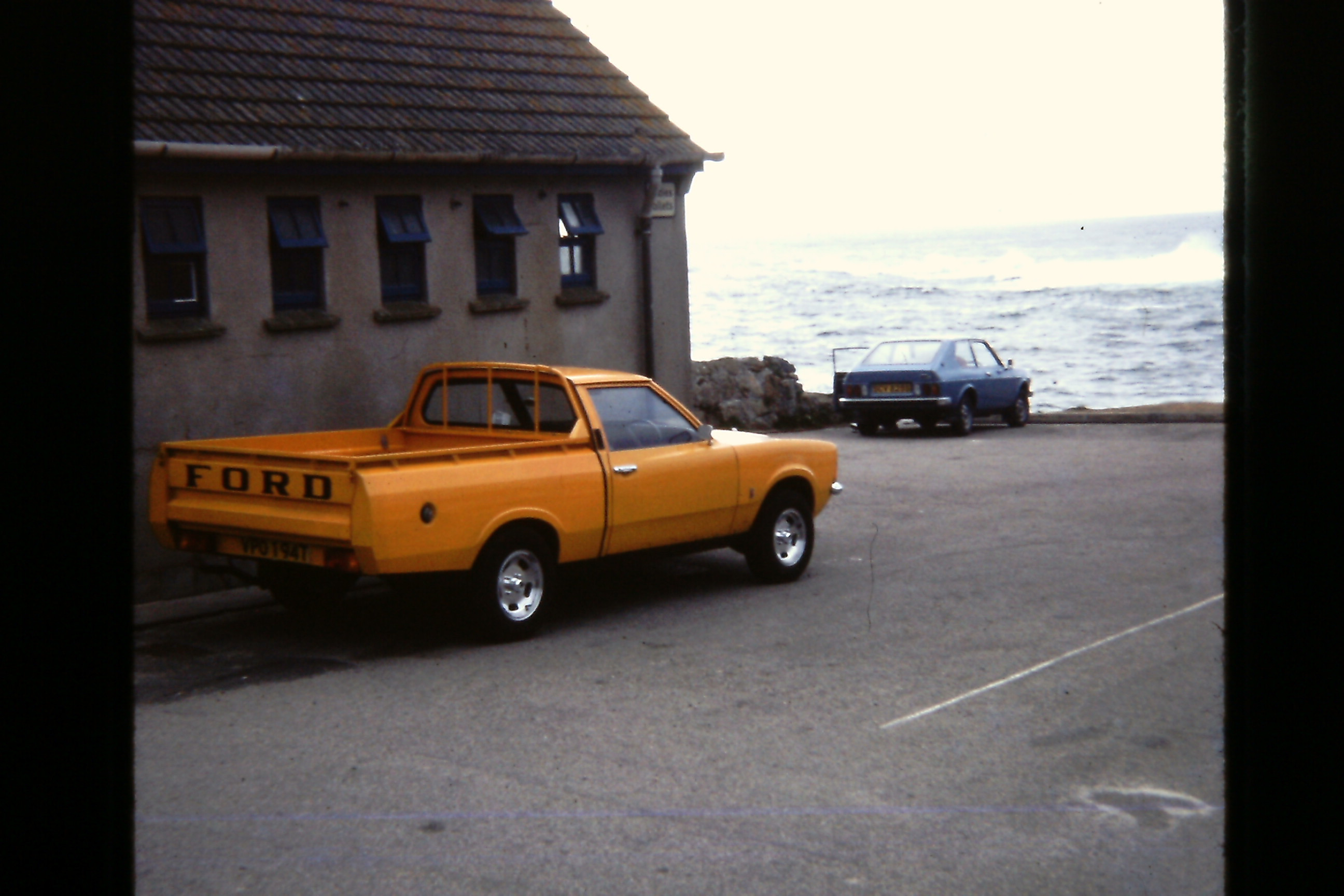
Ford P100 I - tył

Ford P100 I został zaprezentowany po raz pierwszy w 1971 roku.
W 1971 roku południowoafrykański oddział Forda przedstawił średniej wielkości pickupa zbudowanego na bazie wytwarzanego lokalnie, brytyjskiej konstrukcji Forda Cortina. Samochód dzielił z nim wygląd pasa przedniego, a także kształt drzwi i wystrój kabiny pasażerskiej. Pierwsze wcielenie Forda P100 było oferowane z przeznaczeniem na wewnętrzny, południowoafrykański rynek, a także brytyjski jako Ford Cortina Pickup.

### Silniki
- L4 1.3l Crossflow
- L4 1.6l Crossflow
- L4 1.6l Pinto
- L4 2.0l Pinto
- L6 3.3l Falcon
- L6 4.1l Falcon

## Druga generacja

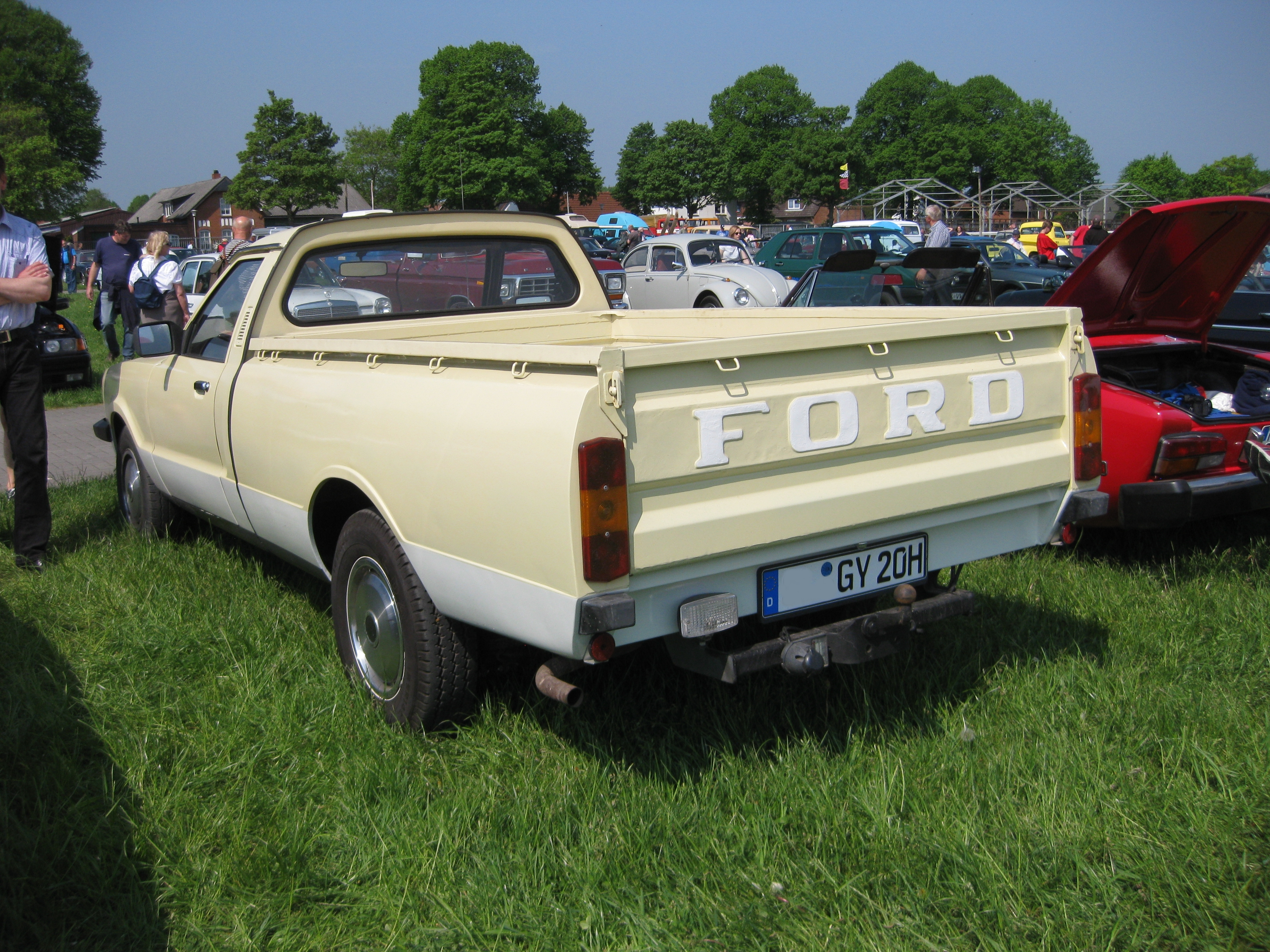
Ford P100 II - tył

Ford P100 II został zaprezentowany po raz pierwszy w 1981 roku.
Druga generacja pickupa P100 powstała na bazie kolejnej odsłony pokrewnego modelu Cortina, co wiązało się z gruntowną restylizacją i wykorzystaniem nowej platformy Forda. Nadwozie, na czele z przednią częścią nadwozia, zyskało bardziej kanciaste kształty i większą kabinę pasażerską. Przedział transportowy, podobnie jak w przypadku poprzednika, zdobiła duża klapa z napisem FORD. Samochód ponownie importowano do Wielkiej Brytanii z RPA jako Ford Cortina Pickup.

### Silniki
- L4 1.3l Crossflow
- L4 1.6l Crossflow
- L4 1.6l Pinto
- L4 2.0l Pinto
- L6 3.3l Falcon
- L6 4.1l Falcon

## Trzecia generacja

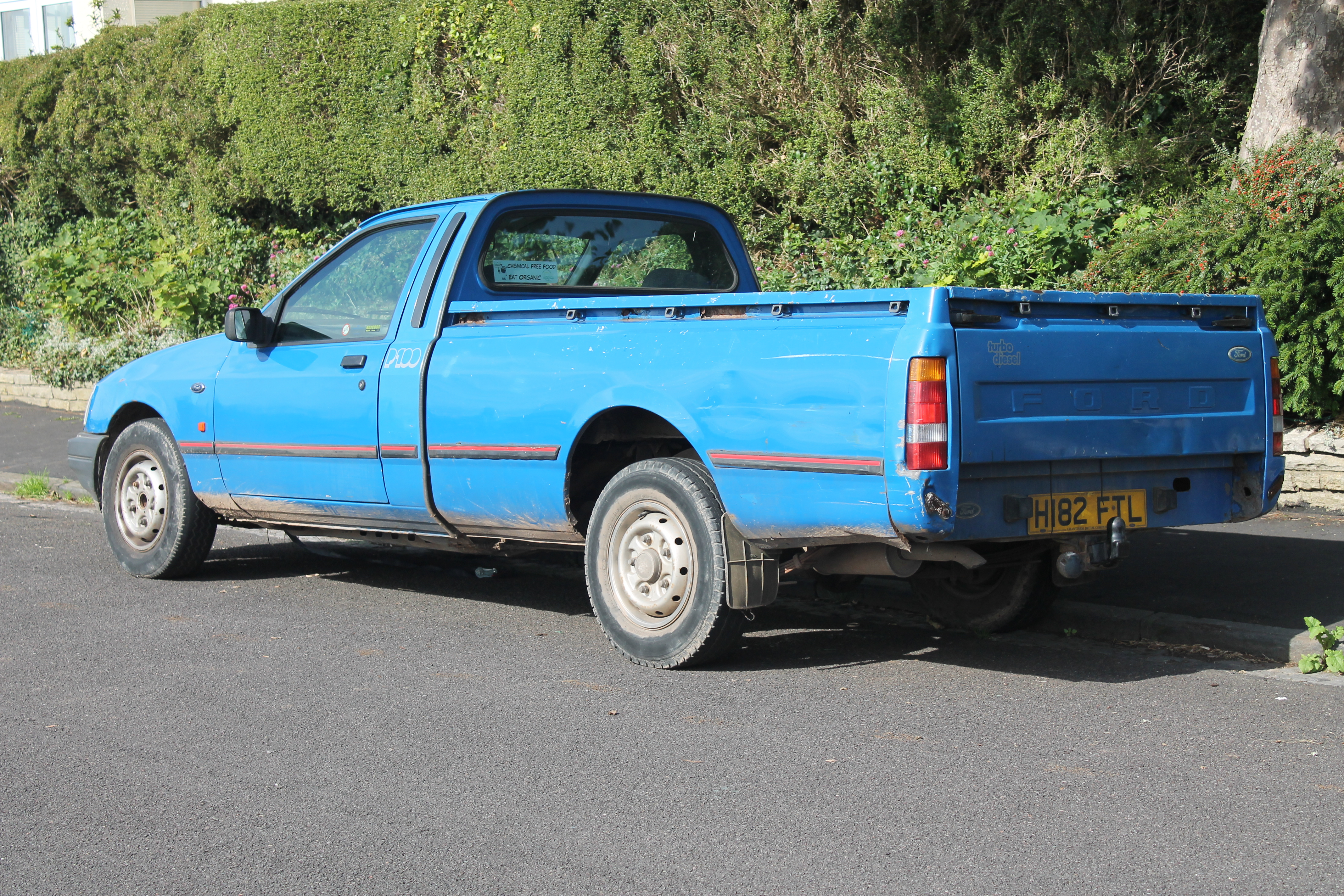
Ford P100 III - tył

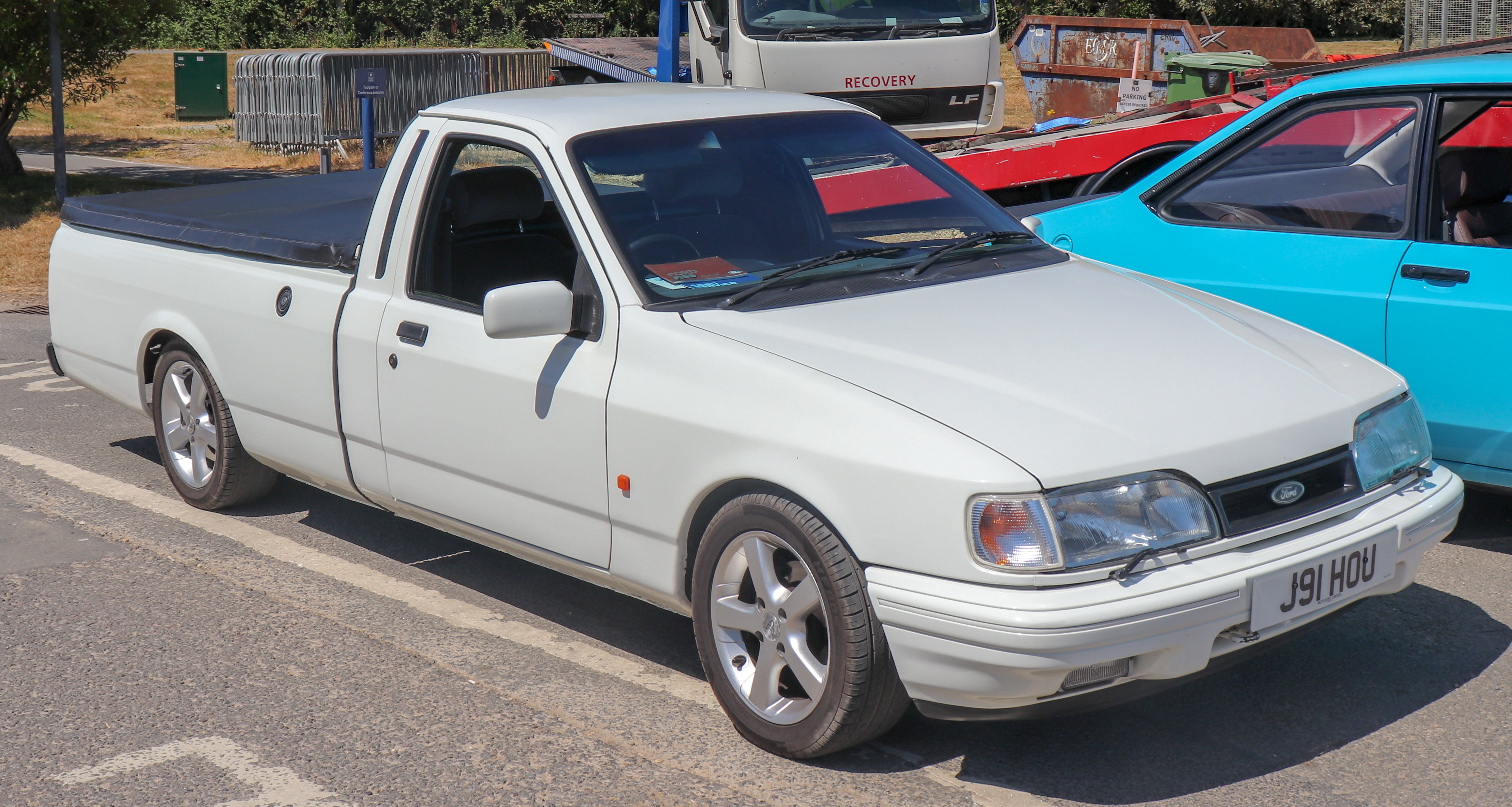
Ford P100 III Turbo

Ford P100 III został zaprezentowany po raz pierwszy w 1987 roku.
Trzecia i zarazem ostatnia generacja Forda P100, w przeciwieństwie do poprzedników, powstała na bazie nowego modelu klasy średniej Sierra po drugiej z modernizacji. Wiązało się dużymi, prostokątnymi reflektorami z przodu i podłużną, wąską atrapą chłodnicy. Po raz pierwszy samochód nie był też modelem produkowanym i sprzedawanym głównie na rynek Afryki Południowej, gdzie zastąpił go inny model Courier, lecz pojazdem wytwarzanym na rynek europejski. Produkowany w Portugalii model oferowano na wybranych rynkach Europy Zachodniej.

### Silniki
- L4 1.8l Turbo-Diesel
- L4 2.0l Turbo-Diesel
- L4 2.0l Pinto